# João de Barros
João de Barros (ur. ok. 1496, zm. 1570) – portugalski historyk. Jest znany jako pierwszy autor monumentalnego dzieła Décadas da Ásia (Dekady Azji). João de Barros napisał trzy tomy tego opracowania, które ukazywały się w odpowiednio w 1552,1553 i 1563 roku. Monografia opowiada o dokonanych przez Portugalczyków odkryciach i podbojach w Azji. Autor oparł się na ustnych relacjach żołnierzy, kupców i administratorów, którzy po służbie w zamorskich koloniach powrócili do kraju, jak również na urzędowej korespondencji. Dzieło João de Barrosa ukończył Diogo do Couto. Wiele z pism João de Barrosa zaginęło po jego śmierci. Dorobek historyka był wysoko ceniony. Nazywano go nawet „portugalskim Liwiuszem”. Oprócz dzieł historycznych João de Barros napisał gramatykę swojego ojczystego języka (Gramática da Língua Portuguesa, 1540). Znaczenie pisarstwa João de Barrosa wynika z faktu, że jako jeden z pierwszych nowożytnych Europejczyków zainteresował się historią i kulturą Azji.